# Windows XP Tablet PC Edition
Windows XP Tablet PC Edition là một phiên bản hệ điều hành Windows XP được thiết kế dành cho máy tính bảng và màn hình cảm ứng. Phiên bản cuối cùng của
Windows XP Tablet PC Edition là phiên bản Windows XP Tablet PC Edition 2005, đi kèm với Service Pack 2. Tất cả các phiên bản Service Pack 3 trở về sau đều là phiên bản chỉnh sửa, được tích hợp từ phiên bản Service Pack 2 này.

## Cấu tạo
- Giống như Windows XP Media Center Edition, Windows XP Tablet PC Edition được viết dựa trên toàn bộ mã nguồn của Windows XP Professional. Có thể nói, Windows XP Tablet PC Edition là 1 phiên bản chỉnh sửa lại của Windows XP Professional để thích hợp với máy tính bảng và màn hình cảm ứng.
- Bộ cài Windows XP Tablet PC Edition gồm 2 đĩa CD: 1 đĩa bộ cài và 1 đĩa tiện ích (bao gồm các chức năng và driver.)
- Về cấu tạo, phần bộ cài của Windows XP Tablet PC Edition và Windows XP Professional không khác nhau là bao nhiêu, đĩa cài CD1 của Windows XP Tablet PC Edition gần như là bản gốc của Windows XP Professional, chỉ được Microsoft chỉnh sửa một chút để nó nhận diện đĩa CD2 chứa toàn bộ thành phần của Windows XP Tablet PC Edition, bao gồm cả driver của màn hình cảm ứng. Nếu không có CD2, khi cài Windows XP Tablet PC Edition chỉ có tính năng của Windows XP Professional và không sử dụng được màn hình cảm ứng. Trong suốt quá trình cài đặt người dùng chỉ có thể cài đặt Windows bằng cách kết nối bàn phím và chuột, khi cài đặt hoàn tất màn hình cảm ứng sẽ sử dụng được.

## Tính năng độc quyền
- Khả năng sử dụng màn hình cảm ứng
- Bộ theme Royal